# Ciriacremum carvalhoi
Ciriacremum carvalhoi är en insektsart som beskrevs av Jennifer L. Hollis 1976. Ciriacremum carvalhoi ingår i släktet Ciriacremum och familjen rundbladloppor. Inga underarter finns listade i Catalogue of Life.